# Antonín Dvořák

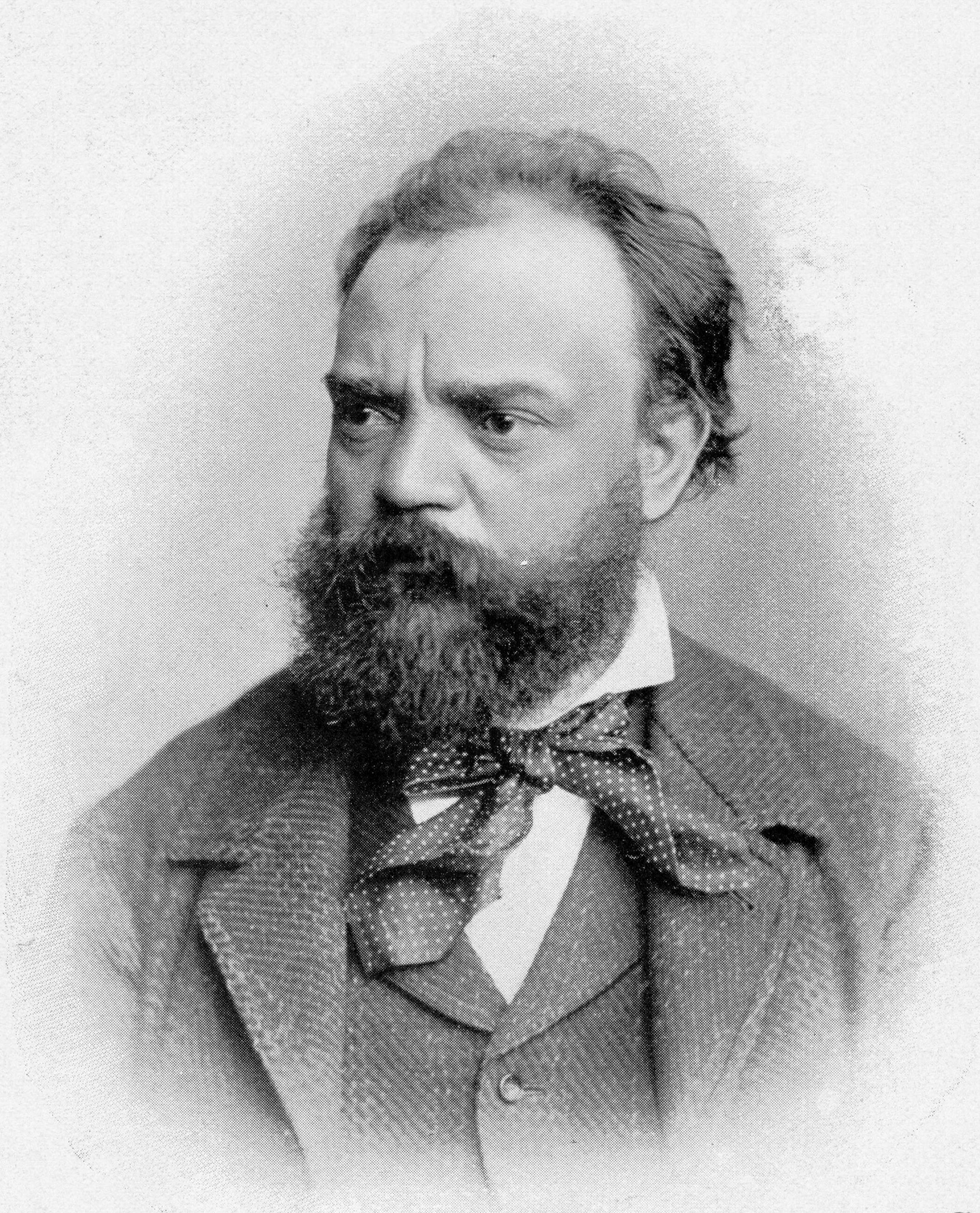
Antonín Dvořák, 1882

Antonín Leopold Dvořák anhörenⓘ [ˈantɔɲiːn ˈlɛɔpɔlt ˈdvɔr̝aːk] (* 8. September 1841 in Nelahozeves, Bunzlauer Kreis; † 1. Mai 1904 in Prag) war ein tschechischer Komponist der Romantik. Sein vielseitiges Werk umfasst neun Sinfonien und zahlreiche weitere Orchesterwerke, Opern, Vokalmusik, Kammermusik sowie Klavier- und Orgelstücke. Dvořák ist der weltweit meistgespielte tschechische Komponist.

## Leben

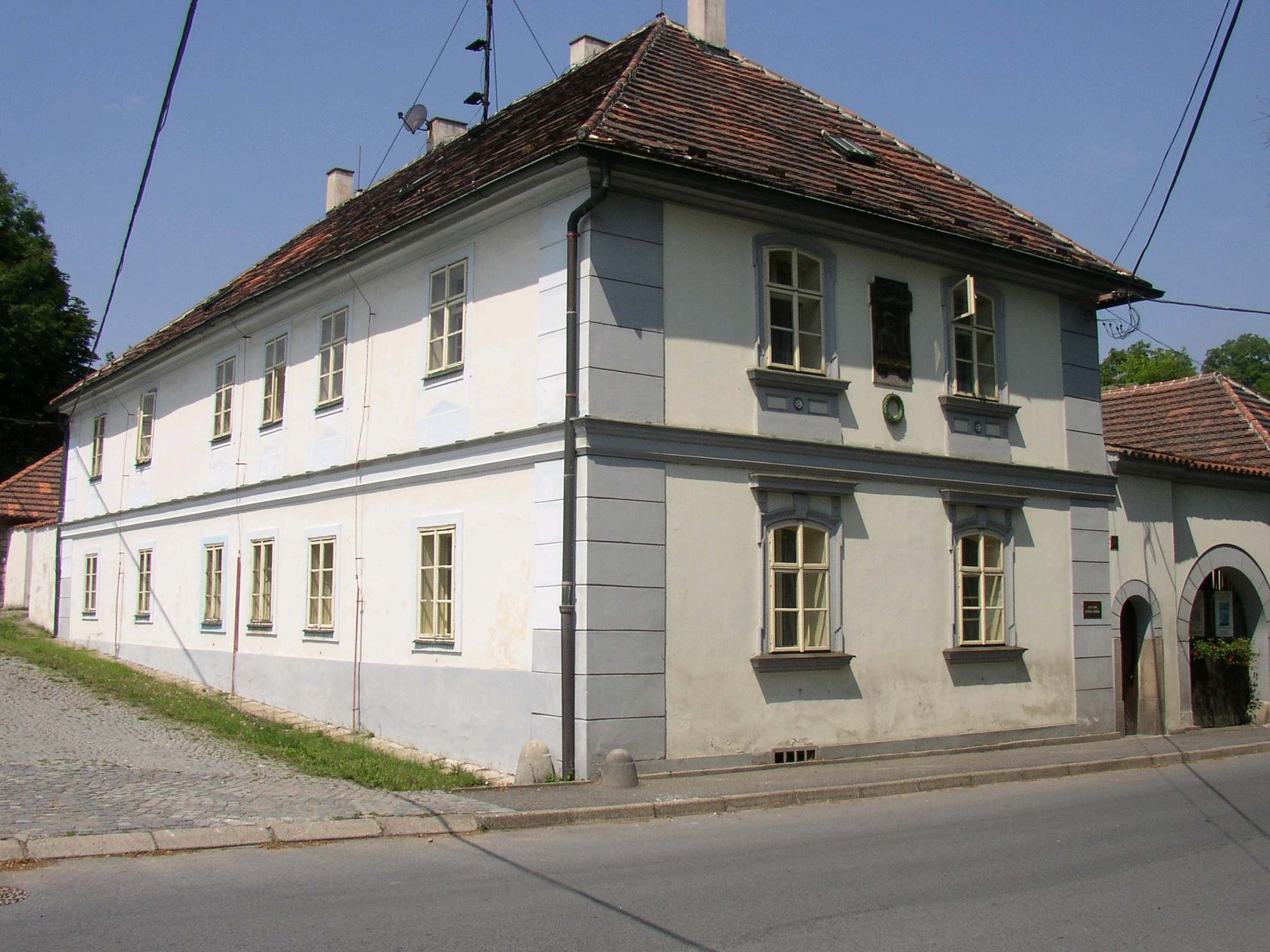
Antonín Dvořáks Geburtshaus in Nelahozeves

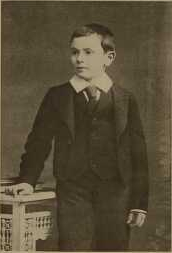
Dvořák als Junge

Antonín Dvořáks Vater František Dvořák (1814–1894) betrieb eine Gaststätte und eine Fleischerei. Später gab er die Metzgerei auf und verdiente seinen Lebensunterhalt als Zitherspieler. In der Familie des Vaters waren zwei Onkel Berufsmusiker. Die Mutter Anna, geborene Zdeňková, war die Tochter des Verwalters von Fürst Lobkowitz. Die Eltern hatten am 17. November 1840, ein Jahr vor Antoníns Geburt, geheiratet. Er war das erste von neun Kindern.
Mit sechs Jahren ging er in die Schule seines in der Nähe Prags gelegenen Geburtsortes Nelahozeves und erhielt dort von seinem Lehrer Joseph Spitz Geigenunterricht. Mit zwölf Jahren schickten ihn seine Eltern nach Zlonice zu seinem kinderlosen Onkel Antonín Zdeněk. Der Grund dafür ist nicht überliefert, möglicherweise sollte Antonín dort Deutsch lernen oder die kinderreiche Familie finanziell entlastet werden. Beim dortigen Kantor Anton Liehmann lernte er Geige, Klavier und Orgel. Während dieser Zeit wirkte in der Musikkapelle seines Lehrers mit, orgelte in der örtlichen Kirche, lernte den Generallbass und fing an zu komponieren. Obwohl der Lehrer nach Dvořáks Aussage streng und jähzornig war, schätzte der Schüler ihn sehr. Mit der Oper Der Jakobiner setzte er Liehmann und dessen Tochter Terinka, Dvořáks Jugendliebe, später ein Denkmal.
Entgegen einer lange verbreiteten und durch einen gefälschten Gesellenbrief gestützten Legende gibt es keine Anzeichen dafür, dass Dvořáks Eltern ihn ins Metzgerhandwerk drängen wollten oder dass er eine Ausbildung in dieser Richtung anfing. Die Eltern gaben 1855 die Fleischerei in Nezaholeves auf und übersiedelten ebenfalls nach Zlonice.
Im Herbst 1856 ging Dvořák nach Česká Kamenice, vermutlich um seine Deutschkenntnisse aufzubessern und sich für die Prager Orgelschule vorzubereiten. Dort nahm er Unterricht in Musiktheorie bei Franz Hanke. Nach dem Schulabschluss 1857 übersiedelte er nach Prag, wo er ab Oktober an der Orgelschule studierte und sich mit dem Komponisten Karel Bendl anfreundete. Daneben besuchte er die Pfarrsschule des Franziskanerklosters zu Maria Schnee und trat als Bratschist in das zweimal jährlich auftretende Orchester des Cäcilienvereins unter Leitung von Anton Apt ein. 1859 absolvierte er als Zweitbester die Orgelschule.
Da Dvořáks Versuche, eine Stelle als Organist zu erlangen, scheiterten, arbeitete er ab Sommer 1859 als Bratschist im privaten Orchester von Karl Komzák, das in Kaffeehäusern und auf öffentlichen Plätzen Potpourris, Ouvertüren und Tänze spielte. Dieses Leben als Musiker zog sich über elf Jahre hin, ohne dass er mit eigenen Kompositionen an die Öffentlichkeit ging. Diejenigen, die ihm nicht gefielen, verbrannte er. Nach den überlieferten Werken zu urteilen, scheint er jedoch autodidaktisch seinen Kompositionsstil fast planmäßig weiterentwickelt zu haben, angefangen bei Mozart über Mendelssohn und Schumann bis zu Wagner am Ende der 1870er Jahre. In den musikalischen Formen lag der Schwerpunkt zunächst beim Streichquartett.
Ab 1862 spielte Komzáks Musikkapelle auch im neueröffneten Prager Interimstheater, das 1865 vollständig in dem Opernorchester aufging und in dem Dvořák als Erster Bratschist tätig war. Das Interimstheater war – bis zum Bau des Nationaltheaters – das erste Theater, in dem sich national geprägte tschechische Opern und Schauspiele entwickeln konnten. Eine wichtige Rolle in diesem Umfeld spielte Bedřich Smetana, dessen Opern Die Brandenburger in Böhmen und Die verkaufte Braut 1866 uraufgeführt wurden.
Ab 1865 erteilte Dvořák neben seiner Arbeit am Theater Klavierunterricht. Zu seinen Schülern gehörten die Schwestern Josefina und Anna Čermáková. In die sechzehnjährige Josefina verliebte er sich unglücklich. Acht Jahre später heirateten Antonín Dvořák und die fünf Jahre jüngere Anna Čermáková am 17. November 1873.
1870 schrieb Dvořák seine erste Oper Alfred auf ein deutschsprachiges Libretto von Theodor Körner, die aber zu seinen Lebzeiten nie aufgeführt wurde und wohl eher ein Übungsstück darstellte. Das erste für die Öffentlichkeit bestimmte Werk war die Oper Der König und der Köhler auf ein Libretto in tschechischer Sprache von Bernhard J. Lobeský. Um mehr Zeit für das Komponieren zu haben, gab er im Juli 1871 seine Stelle als Orchestermusiker auf. Gleichzeitig mit der Komposition führte er im Laufe der Jahre 1871 bis 1873 Lieder, kammermusikalische Werke und den Hymnus Die Erben des Weißen Berges für Chor und Orchester auf, die gut bis enthusiastisch aufgenommen wurden. Mit dem letztgenannten patriotischen Werk gelang ihm der Durchbruch.
Mit seiner Oper Der König und der Köhler hatte er weniger Glück. Die 1873 am Interimstheater aufgenommenen Proben wurden bald abgebrochen, weil das Werk als zu schwierig und unsingbar erachtet wurde. Dvořák überdachte daraufhin seinen Kompositionsstil und wandte sich von der Neudeutschen Schule ab. Seine Oper schrieb er neu und führte sie im November 1874 erfolgreich auf. Im selben Jahr begann Dvořák an einer privaten Musikschule zu unterrichten und trat im Februar eine Organistenstelle an, die er bis Februar 1877 behielt.
In den Jahren 1874 bis 1877 wurde dem Komponisten jährlich ein staatliches Stipendium verliehen. Mitglied der begutachtenden Kommission war Eduard Hanslick, später auch Johannes Brahms. Dieser verhalf Dvořák 1877 schließlich zu seinem endgültigen Durchbruch, indem er sich bei seinem Verleger Fritz Simrock (1838–1901) für die Veröffentlichung der Klänge aus Mähren, einer Sammlung von Duetten, einsetzte. Gleichzeitig war dies der Beginn einer lebenslangen Freundschaft zwischen den beiden Komponisten.

### Auslandsreisen

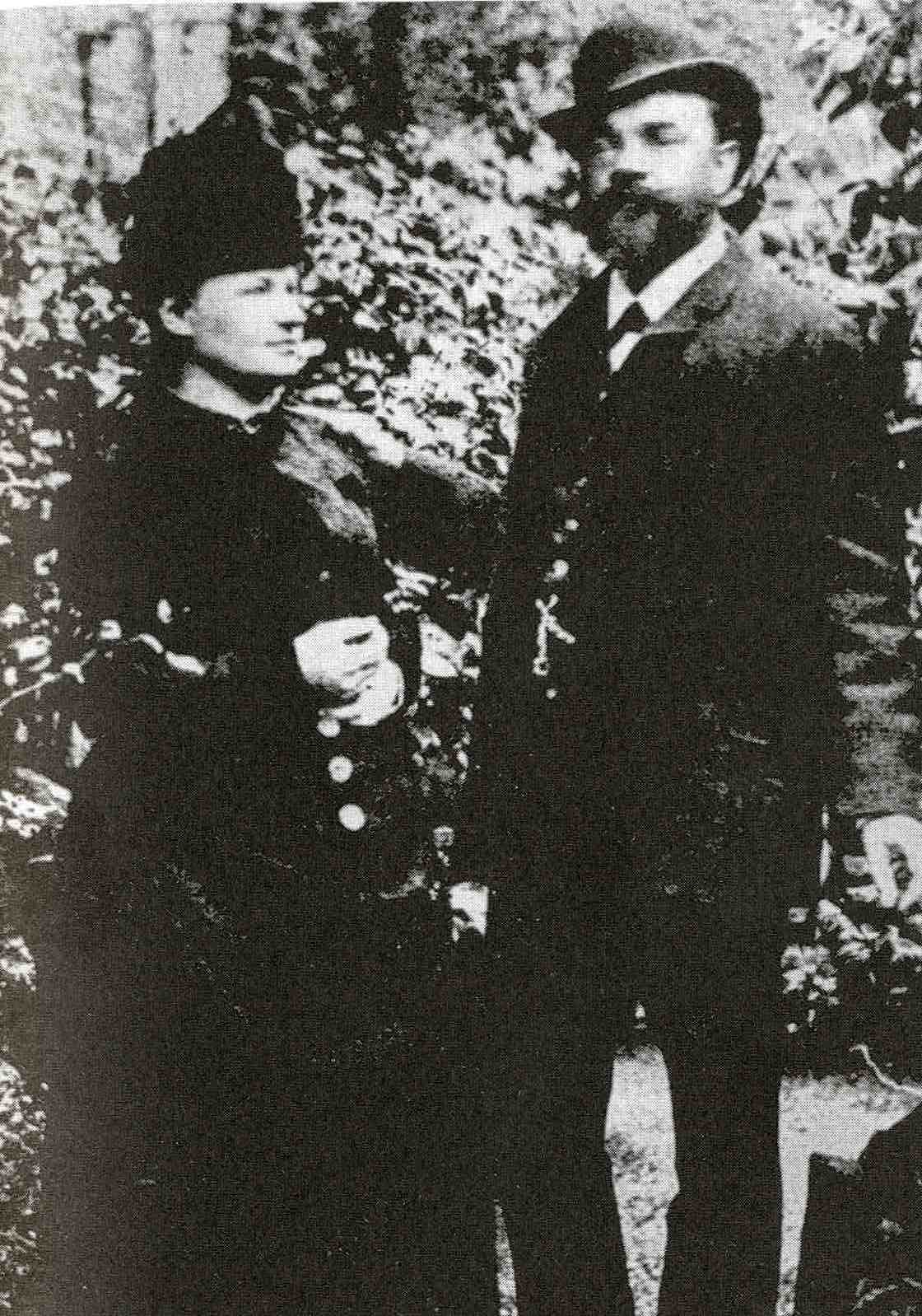
Dvořák mit Ehefrau Anna in London, 1886

1884 unternahm Dvořák auf Einladung der Philharmonic Society die erste von mehreren Reisen nach London. Dort führte er sein Stabat Mater (1880) auf. Als Auftragswerke für Birmingham bzw. Leeds entstanden in diesem und dem folgenden Jahr die Oratorien Die Geisterbraut nach einer Ballade von Karel Jaromír Erben und Die Heilige Ludmilla, das erste große tschechischsprachige Oratorium.
Nach der ersten Londonreise erwarb Dvořák eine Sommerresidenz in Vysoká bei Příbram, wo er fernab der Stadt seiner Liebe zur Natur entsprechend leben konnte. Auch in seiner öffentlichen Tätigkeit lässt sich ab 1887 eine ruhigere Phase ausmachen, in der er weniger Aufträge annahm, ältere Werke überarbeitete und die Oper Der Jakobiner komponierte.
Anfang 1889 unternahm Dvořák auf Einladung der Kaiserlich-russischen Musikgesellschaft eine Konzertreise nach Moskau und St. Petersburg. Nach einem weiteren Besuch in London kehrte er nach Prag zurück, wo ihm die Ehrendoktorwürde der Karlsuniversität verliehen wurde. Im Oktober 1890 nahm er eine Stelle als Professor am Prager Konservatorium an, die ihm schon im Januar 1889 angeboten worden war, die er zunächst wegen der anderen Verpflichtungen ausgeschlagen hatte. Zu seinen Schülern in Prag zählten Vítězslav Novák, Oskar Nedbal und Josef Suk, der 1898 Dvořáks Tochter Otilie heiratete.
1891 wurde ihm in Wien der Orden der Eisernen Krone der III. Klasse verliehen. Die Tschechische Akademie der Wissenschaften und Künste in Prag verlieh ihm die Ehrendoktorwürden der Universität in Prag und der University of Cambridge.
Im September 1892 trat Dvořák eine Stelle als Direktor des National Conservatory of Music in New York an. Die Stelle war mit 15.000 Dollar jährlich dotiert und damals ein attraktives finanzielles Angebot für Dvořák. Seine Frau, seine Tochter Otilie und sein Sohn Antonín begleiteten ihn. Die anderen vier Kinder kamen für die Sommermonate 1893 in die USA, die die Familie in dem tschechisch geprägten Spillville in Iowa verbrachte.
Initiatorin des Angebots war die Präsidentin Jeannette Thurber, die von der Idee geleitet wurde, Amerika von der Vorherrschaft der europäischen Kunstmusik zu lösen und ein nationales amerikanisches Kunstidiom zu fördern. Dvořák ließ sich von dieser Idee begeistern und studierte Spirituals der schwarzen Plantagenarbeiter und Indianermelodien, in denen er die Grundlage für eine charakteristisch amerikanische Musik sah. Den Wurzeln der amerikanischen Kultur Rechnung tragend, sind die Themen in der Regel aber klassisch-periodisch gebaut und nehmen zuweilen den Volksliedton auf, der für Dvořáks böhmische Heimat so charakteristisch ist. Die so genannten Amerikanismen beschränken sich auf wenige Details (siehe unten).
Für New York schrieb Dvořák einige seiner bekanntesten Werke: Die Sinfonie Nr. 9 Aus der Neuen Welt (1893), das Te Deum und das Streichquartett op. 96, das oft als Amerikanisches Streichquartett bezeichnet wird. Hier zeigte sich der Einfluss des Landes in bestimmten Eigenarten der Komposition wie Pentatonik, einem erniedrigten Leitton, dem Scotch snap und der Synkopierung. Zu Dvořáks Hauptaufgaben am Konservatorium zählte der Kompositionsunterricht. Rubin Goldmark war einer seiner Schüler.
Dvořáks Vertrag war zunächst für zwei Jahre abgeschlossen, dann wurde er um zwei Jahre verlängert. Trotzdem reiste er schon im April 1895 nach Hause. Ein Grund dafür mag die finanzielle Lage seiner Mäzenin Thurber gewesen sein, die sich durch die Wirtschaftskrise dramatisch verschlechtert hatte, so dass er mehrmals auf sein Gehalt warten musste. Er selbst führte als Grund im Wesentlichen seine Kinder an, um deren Obhut in Prag er besorgt war und von denen seine Frau nicht getrennt sein wollte.
Zunächst verbrachte Dvořák einige Monate in Vysoká, um im November wieder seine Tätigkeit am Prager Konservatorium aufzunehmen. Er erwog kurze Zeit einen Umzug nach Wien, wo er am Konservatorium eine Stelle angeboten bekam, entschied sich aber dagegen. In dieser Zeit entstanden seine letzten Streichquartette.

### Sinfonische Dichtungen
Das Jahr 1896 markiert Dvořáks Abkehr von der Absoluten Musik. Er hatte zwar schon vorher Werke geschrieben, die man als Programmmusik bezeichnen konnte, so vor allem 1889 die Poetischen Stimmungsbilder für Klavier, die er als „Programmusik, aber im Sinne Schumanns“ bezeichnete, oder das Dumky-Trio (ein Klaviertrio) im selben Jahr. Doch nun wandte er sich direkt der sinfonischen Dichtung zu, eine Gattung, die im Streit um die Neudeutsche Schule um Franz Liszt und Wagner eine wichtige Rolle gespielt hatte.
Innerhalb eines Jahres schrieb er den Wassermann, die Mittagshexe, das Goldene Spinnrad und Die Waldtaube, alle nach Balladen aus der Sammlung Kytice des tschechischen Dichters Karel Jaromír Erben. Zusammenfassungen der jeweiligen Handlung gab er den Hörern in Prosaform mit. Dazu kam noch im nächsten Jahr das Heldenlied, dessen Programm er nicht explizit veröffentlichte, das er aber in einem Brief erklärte.

### Die letzten Jahre

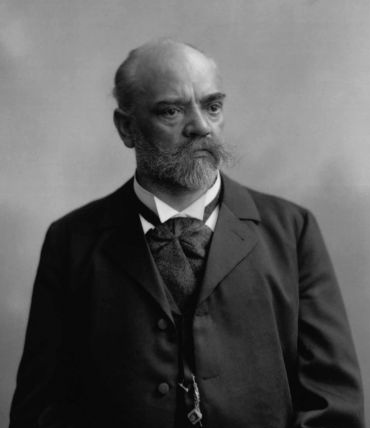
Dvořák in seinem Sterbejahr 1904

Dvořák hatte nun mit seinem Kammermusik- und Orchesterschaffen abgeschlossen. In seinen letzten Jahren komponierte er nur noch Opern: 1898 die Teufelskäthe (Čert a Káča), 1900 Rusalka, die den Undinestoff aufgreift, und 1902/03 Armida.
Im April 1901 erhob ihn Kaiser Franz Joseph I. als Ritter von Dvořák in den Adelsstand und berief ihn damit zum Mitglied des Herrenhauses auf Lebenszeit in Wien. Im selben Jahr folgte er Antonín Bennewitz als Direktor des Prager Konservatorium nach.
Während der Uraufführung seiner Oper Armida am 25. März 1904 musste Dvořák wegen plötzlichen Unwohlseins das Nationaltheater verlassen. Er litt an einer schmerzhaften Lebererkrankung und Zerebralsklerose trat hinzu. Am 1. Mai 1904 starb er im Kreis seiner Familie an einem Schlaganfall. Viele Tausende begleiteten den Trauerzug. Dvořáks Grab befindet sich auf dem Vyšehrader Friedhof, auf dem zahlreiche bedeutende tschechische Persönlichkeiten bestattet sind.

## Persönlichkeit
Antonín Dvořák wird als bescheidener, umgänglicher Familienmensch und Naturliebhaber beschrieben. Außerdem war er von einer tiefen Religiosität geprägt.

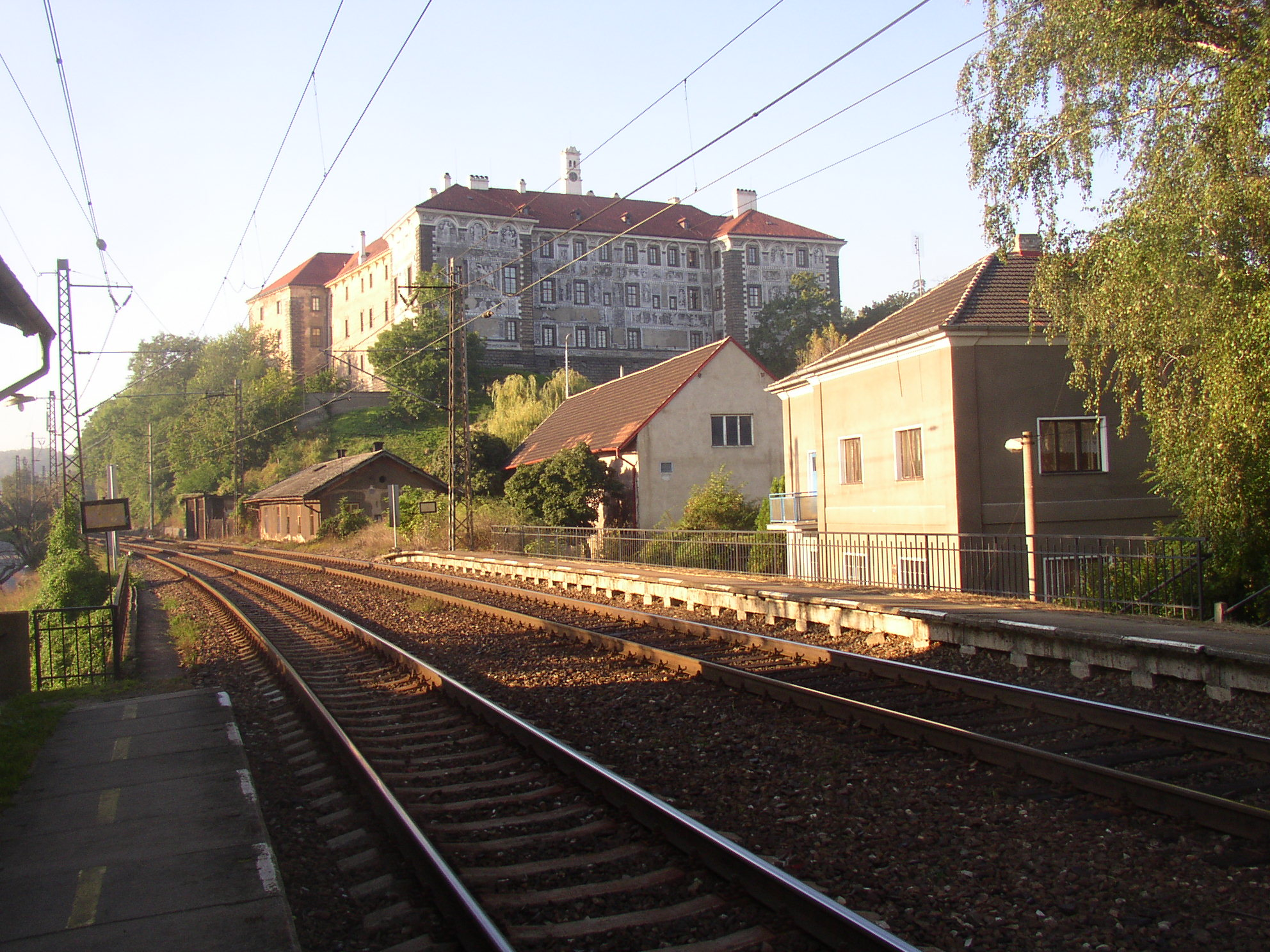
Bahnstrecke bei Nelahozeves

Dvořák war einer der ersten prominenten Eisenbahnliebhaber Kontinentaleuropas und wird in Fachkreisen auch als Experte für das Lokomotivwesen seiner Zeit gehandelt. Im Alter von neun Jahren erlebte er die Einweihung der k.k. Nördlichen Staatsbahn durch Nelahozeves, was seine Begeisterung sicher beeinflusst hat. Auch an Schiffen und anderer Technik zeigte sich Dvořák derart interessiert, dass er, wenn er selbst keine Zeit hatte, seine Schüler während des Unterrichtes zum Bahnhof schickte und sich unter anderem von seinem künftigen Schwiegersohn Josef Suk berichten ließ, welche Nummern und Kenndaten auf welchen Zügen und Schiffen zu lesen waren.
Dvořák fühlte sich stets in ländlicher Umgebung besonders geborgen und glücklich. In Großstädten wurde er jedoch häufig von Ängsten und Panikattacken befallen und war beispielsweise oft nicht in der Lage, alleine über belebte Plätze zu gehen. Zum Ende seines Lebens hin soll sein Leiden sich verschlimmert haben und seine Studenten mussten ihn manchmal vom Konservatorium nach Hause begleiten. Jindřich Káan, ein Freund des Komponisten und der Dvořák-Biograph Michael B. Beckerman beschrieben die Symptome als eine Agoraphobie.

## Werke

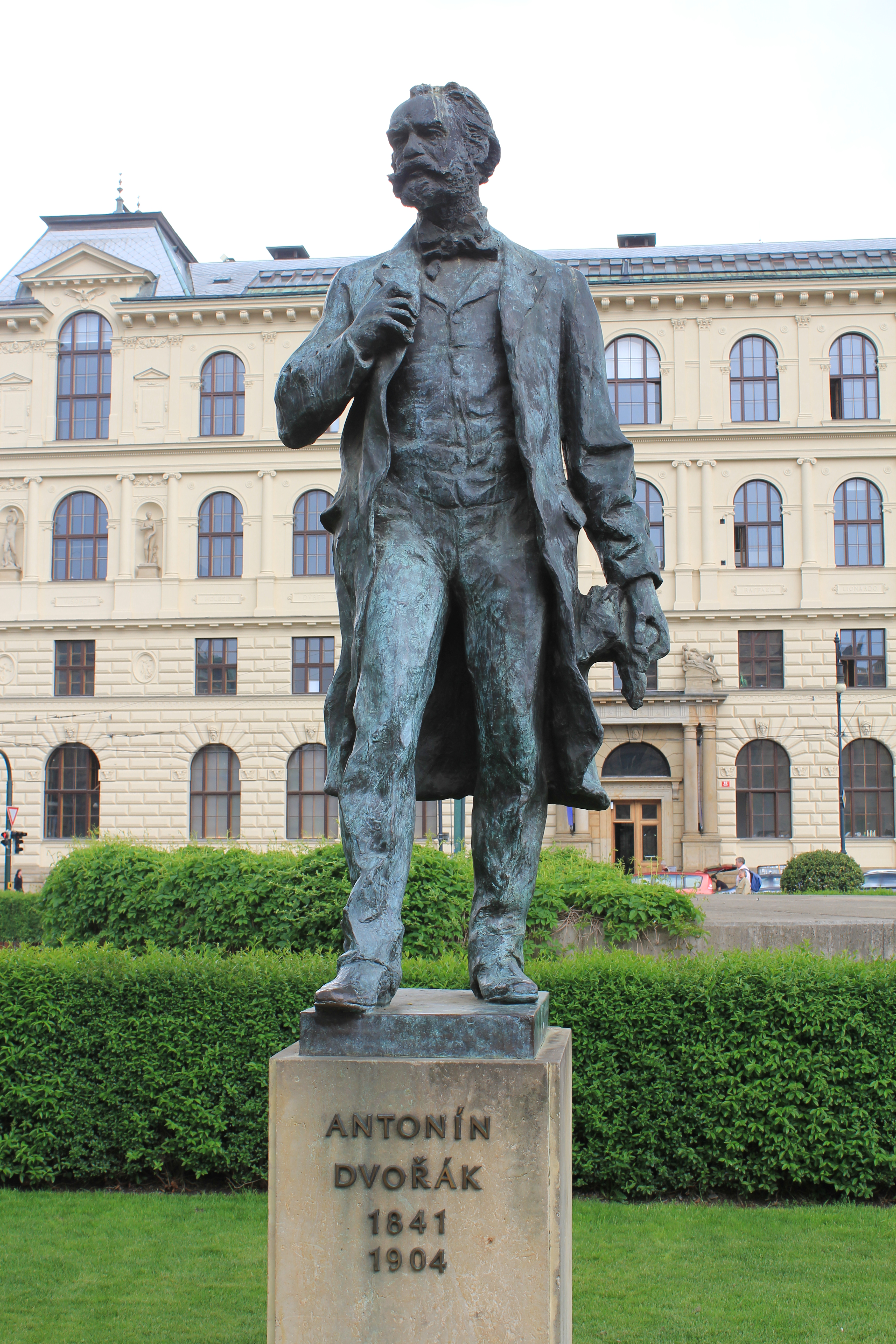
Statue von Antonín Dvořák vor dem Rudolfinum in Prag

Für die Werke Antonín Dvořáks existiert ein von Jarmil Burghauser im Jahre 1996 erstelltes Werkverzeichnis (Thematischer Katalog der Werke von Antonín Dvořák). Kürzel ist „B“.
In seinem Werk verbindet Dvořák Einflüsse von Klassik und Romantik mit Elementen der Volksmusik. Sein persönlicher Stil ist insgesamt viel mehr von Neuorientierungen als durch eine lineare Entwicklung geprägt. Während er sich in seinen frühen Jahren noch an Mozart und Beethoven orientierte, suchte er ab 1873 seinen eigenen nationalen Stil. Die zwei darauffolgenden slawischen Schaffensperioden (1876–1881 und 1886–1891) waren nun nicht mehr klassisch, sondern tschechisch-folkloristisch geprägt. In den in Amerika entstandenen Werken versuchte er das typisch amerikanische Kolorit einzufangen und wandte sich gegen Ende seines Lebens schließlich verstärkt der Programmmusik und Opern zu.
Zu seinen Hauptwerken gehören seine neun Sinfonien, darunter am bekanntesten die Sinfonie Nr. 9 Aus der Neuen Welt, das Cellokonzert h-Moll op. 104, Oratorien mit großer Suggestivkraft wie das Stabat Mater und das Requiem, zahlreiche Kammermusikwerke, die sechzehn Slawischen Tänze und die Oper Rusalka. Bis in die 1970er-Jahre wurden die ersten vier Sinfonien nicht gezählt. Dementsprechend hatte damals beispielsweise die Sinfonie Aus der Neuen Welt die Zählung 5. Sinfonie.
Mit Dvořáks vielseitigem Werk fand das tschechische Musikschaffen endgültig seine unverwechselbare nationale Identität. Was Bedřich Smetana mit den nationalen Stoffen und folkloristischen Zügen einiger seiner Opern und mit seinem Zyklus Mein Vaterland eingeleitet hatte, führte Dvořák zu einem Höhepunkt. Unbeirrt von ideologischen Strömungen ging er seinen eigenen Weg und bewunderte in gleicher Weise Wagner und Brahms.
Heimatliebe, Naturverbundenheit, tiefe Religiosität, aber ebenso berauschende Lebensfreude kommen in Dvořáks Werk zum Ausdruck, der einige Misserfolge durchzustehen hatte, bis durch die Empfehlung von Brahms seine Slawischen Tänze im Druck erschienen und die Musikwelt auf ihn aufmerksam wurde. Nachdem zunächst nur wenige seiner Werke im internationalen Musikbetrieb Fuß gefasst hatten, änderte sich dies unter anderem durch die Gesamteinspielung seiner Sinfonien durch István Kertész.

### Bühnenwerke

#### Opern
- Alfred, B. 16, Heroische Oper in 3 Aufzügen, Libretto von Karl Theodor Körner (1870)
- Der König und der Köhler, op. 14, Komische Oper in 3 Aufzügen, Libretto von Bernhardt J. Lobeský (Pseudonym des Prager Rechtsanwalts Bernhard Guldener) (1. Fassung: 1871, 2. Fassung: 1874, Revision der 2. Fassung: 1887)
- Die Dickschädel op. 17, Komische Oper in einem Aufzug, Libretto von Josef Stolba (1874)
- Der Bauer ein Schelm op. 37, Komische Oper in zwei Akten, Libretto von Josef Otakar Veselý (1877)
- Wanda op. 25, Tragische Oper in 5 Aufzügen, Libretto von Václav Beneš Šumavský (1875)
- Dimitrij op. 64, Historische Oper in 4 Akten, Libretto von Marie Červinková-Riegrová (1881/82/94)
- Der Jakobiner op. 84, Oper in drei Akten, Libretto von Marie Červinková-Riegrová (1887/88/97)
- Die Teufelskäthe op. 112, Oper in 3 Akten, Libretto von Adolf Wenig (1898/99)
- Rusalka op. 114, Lyrisches Märchen in 3 Akten, Libretto von Jaroslav Kvapil (1900)
- Armida op. 115, Oper in 4 Akten, Libretto von Jaroslav Vrchlický (1902/03)

#### Schauspielmusik
- Josef Kajetán Tyl op. 62, Ouvertüre und Schauspielmusik zum gleichnamigen Schauspiel von František Ferdinand Šamberks (1882)

### Orchesterwerke

#### Sinfonien
- 9. Sinfonie, 1. Satz (Auszug)Sinfonie Nr. 1 c-Moll op. 3 Zlonické zvony „Die Glocken von Zlonice“ (1865, UA 4. Oktober 1936)
- Sinfonie Nr. 2 B-Dur op. 4 (1865, UA 11. März 1888)
- Sinfonie Nr. 3 Es-Dur op. 10 (1873, UA 29. März 1874)
- Sinfonie Nr. 4 d-Moll op. 13 (1874, UA 6. April 1892)
- Sinfonie Nr. 5 F-Dur op. 76 (1875, UA 25. März 1879)
- Sinfonie Nr. 6 D-Dur op. 60 (1880, UA 25. März 1881)
- Sinfonie Nr. 7 d-Moll op. 70 (1885, UA 22. April 1885)
- Sinfonie Nr. 8 G-Dur op. 88, Die Englische (1889, UA 2. Februar 1890)
- Sinfonie Nr. 9 e-Moll op. 95, Novosvětská oder Z Nového světa „Aus der neuen Welt“ (1893, UA 16. Dezember 1893)

#### Sinfonische Dichtungen
- Der Wassermann op. 107 nach Karel Jaromír Erben (1896)
- Die Mittagshexe op. 108 nach K. J. Erben (1896)
- Das goldene Spinnrad op. 109 nach K. J. Erben (1896)
- Die Waldtaube op. 110, nach K. J. Erben (1896)
- Heldenlied op. 111 (1897)

#### Andere Orchesterwerke
- Die Harfenspielerin, Polka, verschollen bzw. vernichtet (1860)
- Polka und Galopp (für Komzáks Kapelle), verschollen bzw. vernichtet (1860/61)
- Zwischenaktmusik (1867)
- Drei Nokturnen, Nr. 2: Mainacht, verschollen bzw. vernichtet (1872)
- Romeo und Julia, Ouvertüre, verschollen bzw. vernichtet (1873)
- Rhapsodie a-Moll op. 14 (1874; Dvořák hat den ursprünglichen Titel mit Symphonische Dichtung überschrieben)
- Notturno H-Dur für Streichorchester op. 40 (1875)
- Serenade E-Dur für Streichorchester op. 22 (1875)
- Symphonische Variationen op. 78 (1877)
- Slawische Rhapsodie D-Dur op. 45 Nr. 1 (1878)
- Slawische Rhapsodie g-Moll und As-Dur op. 45 Nr. 2 und 3 (1878)
- Slawische Tänze op. 46 (1878)
- Festmarsch op. 54 (1879)
- Tschechische Suite op. 39 (UA 1879)
- Vanda-Ouvertüre op. 25 (1879)
- Prager Walzer (1879)
- Polonaise Es-Dur (1879)
- Legenden op. 59 (1881)
- Ouvertüre Mein Heim op. 62 (1882)
- Scherzo capriccioso op. 66 (1883)
- Husitská, Dramatische Ouvertüre op. 67 (1883)
- Slawische Tänze op. 72 (1886)
- In der Natur op. 91, Konzertouvertüre (1891)
- Karneval op. 92, Konzertouvertüre (1891)
- Othello op. 93, Konzertouvertüre (1892)
- Suite A-Dur op. 98b, Die Amerikanische (1895)

#### Werke mit Soloinstrument
- Konzert A-Dur für Violoncello und Klavier B. 10 (1865)
- Romanze f-Moll für Violine und Orchester op. 11 (1873)
- Konzert g-Moll für Klavier und Orchester op. 33 (1876)
- Mazurek für Violine und Orchester op. 49 (1879)
- Konzert a-Moll für Violine und Orchester op. 53 (1879/80)
- Rondo g-moll für Violoncello und Orchester op. 94 (1891)
- Konzert h-Moll für Violoncello und Orchester op. 104 (1895)
- Waldesruhe B. 173[15] für Violoncello und Klavier (1891, Transkription des Komponisten aus op. 68 Nr. 5)
- Waldesruhe B. 182[15] für Violoncello und Orchester (1893, Transkription des Komponisten aus op. 68 Nr. 5)

### Kammermusik
- Quintett a-Moll für 2 Violinen, 2 Violen und Violoncello op. 1 (1861)
- Streichquartett A-Dur op. 2 (1862)
- Klarinettenquartett b-Moll, verschollen bzw. vernichtet (1865/69)
- Streichquartett B-Dur (1868/69)
- Streichquartett D-Dur (1868/69)
- Streichquartett e-Moll (1869/70)
- Zwei Klaviertrios, verschollen bzw. vernichtet (1871/72)
- Klavierquintett Nr. 1, op. 5 (1872)
- Streichquartett f-Moll op. 9 (1873)
- Sonate a-Moll für Violine und Klavier, verschollen bzw. vernichtet (1873)
- Romanze f-Moll für Violine und Klavier (1873)
- Streichquartett a-Moll op. 16 (1874)
- Quintett G-Dur für 2 Violinen, Viola, Violoncello und Kontrabass op. 18 (op. 77) (1875)
- Klaviertrio B-Dur op. 21 (1875)
- Klavierquartett D-Dur op. 23 (1875)
- Klaviertrio g-Moll op. 26 (1876)
- Streichquartett E-Dur op. 27 (op. 80) (1876)
- Streichquartett d-Moll op. 34 (1877)
- Bagatellen für 2 Violinen, Violoncello und Harmonium (Klavier) op. 47 (1878)
- Sextett A-Dur für 2 Violinen, 2 Violen und 2 Violoncelli op. 48 (1878)
- Serenade für Blasinstrumente op. 44 (1878)
- Capriccio für Violine und Klavier (1878)
- Streichquartett Es-Dur op. 51 (1879)
- Mazurek für Violine und Klavier op. 49 (1879)
- Polonaise A-Dur für Violoncello und Klavier B. 94[15] (ohne Op, 1879)
- Sonate F-Dur Für Violine und Klavier op. 57 (1880)
- Streichquartett C-Dur op. 61 (1881)
- Klaviertrio f-Moll op. 65 (1883)
- Ballade d-Moll für Violine und Klavier (1884)
- Terzett C-Dur für 2 Violinen und Viola op. 74 (1887)
- Terzett B-Dur für 2 Violinen und Viola op. 75 (1887)
- Romantische Stücke für Violine und Klavier op. 75a (1887)
- Klavierquintett A-Dur Nr. 2, op. 81 (1887)
- Klavierquartett Es-Dur op. 87 (1889)
- Gavotte für drei Violinen (1890)
- Klaviertrio Nr. 4 op. 90 Dumky (1891)
- Streichquartett Nr. 12, op. 96 (1893) (Amerikanisches Quartett)
- Quintett Es-Dur für 2 Violinen, 2 Violen und Violoncello op. 97 (1893)
- Sonatine G-Dur für Violine und Klavier op. 100 (1893)
- Streichquartett As-Dur op. 105 (1895)
- Streichquartett G-Dur op. 106 (1895)
- Zypressen für Streichquartett (1887)

### Klaviermusik
- Vergißmeinnicht-Polka (1855/56)
- Polka E-Dur (1860)
- Zwei Menuette op. 28 (1876)
- Dumka op. 35 (1876)
- Tema con Variazioni op. 36 (1876)
- Schottische Tänze op. 41 (1877)
- Slawische Tänze op. 46, vierhändig (1878; auch für Orchester)
- Furiante op. 42 (1878)
- Silhouetten, Zwölf Klavierstücke op. 8 (1879)
- Walzer op. 54 (1880)
- Eklogen op. 56 (1880)
- Albumblätter (1880)
- Sechs Klavierstücke op. 52 (1880)
- Mazurkas op. 56 (1880)
- Legenden op. 59, vierhändig (1881)
- Impromptu d-Moll (1883)
- Aus dem Böhmerwald op. 68, Charakterstücke, vierhändig (1883)
- Slawische Tänze op. 72, vierhändig (1886; auch für Orchester)
- Zwei kleine Perlen (1887)
- Poetische Stimmungsbilder op. 85 (1889)
- Suite A-Dur op. 98 Die Amerikanische (1894)
- Humoresken op. 101 (1894)
- Zwei Klavierstücke B. 188 (Berceuse, Capriccio) (1894)

### Orgelmusik
(veröffentlicht in Dvořáks Abschlussarbeit an der Prager Orgelschule 1859)
- Präludium D-Dur
- Präludium G-Dur
- Präludium a-moll
- Präludium b-moll
- Präludium D-Dur (sul tema impostato)
- Fughetta
- Fuge D-Dur
- Fuge g-moll

### Vokalwerke
- Messe B-Dur, verschollen bzw. vernichtet (1857/59)
- Zypressen, 18 Lieder auf Gedichte von Gustav Pfleger-Moravský (1865)
- Zwei Lieder für Bariton, auf Texte von Adolf Heyduk (1865)
- Fünf Lieder, auf Worte von Eliška Krásnohorská (1871)
- Das Waisenkind, Ballade für eine Singstimme und Klavier nach Karel Jaromír Erben (1871)
- Rosmarin für eine Singstimme und Klavier nach Karel Jaromír Erben (1871)
- Hymnus Die Erben des weißen Bergs für gem. Chor und Orchester op. 30, Libretto von Vítězslav Hálek (1872)
- Vier Lieder nach serbischen Volksdichtungen op. 6 (1872)
- Lieder aus der Königinhofer Handschrift op. 7 (1872)
- Klänge aus Mähren op. 20, Duette für Sopran und Tenor (1875)
- Stabat Mater op. 58 (1876/Instrumentation 1877)
- Vier Lieder für gem. Chor op. 29 (1876)
- Klänge aus Mähren op. 29, Duette für Sopran und Alt (1876)
- Abendlieder op. 31, nach Vítězslav Hálek (1876)
- Drei Chorlieder für Männerstimmen (1877)
- Ave Maria für Altstimme und Orgel (1877)
- Klänge aus Mähren op. 32, Duette für Sopran und Alt (1877)
- Tschechischer Liederstrauß für Männerchor op. 41 (1877)
- Tschechenlied für Männerchor (1877)
- Aus dem slawischen Liederstrauß, Drei Lieder für Männerchor op. 43 (1878)
- Hymnus zur Allerheiligsten Dreifaltigkeit für eine Singstimme und Orgel (1878)
- Drei neugriechische Gedichte für eine Singstimme und Klavier op. 50 (1878)
- Fünf Chöre für Männerstimme auf Texte litauischer Volkslieder op. 27 (1878)
- Der 149. Psalm für Männerchor und Orchester (1879)
- Ave Maris Stella für eine Singstimme und Orgel (1879)
- O sanctissima für Alt, Bariton und Orgel (1879)
- Zigeunermelodien op. 55, 7 Lieder auf Texte von Adolf Heyduk (1880)
- In der Natur, 5 Lieder für gem. Chor op. 63, auf Texte von Vítězslav Hálek (1882)
- Die Geisterbraut, Kantate für Soli, Chor und Orchester op. 69, Libretto von Karel Jaromir Erben (1884)
- Zwei Lieder auf Volkstexte für eine Singstimme und Klavier (1885)
- Hymne der tschechischen Landleute für gem. Chor und Orchester op. 28, Libretto von Karel Pippich (1885)
- Die Heilige Ludmilla, Oratorium für Soli, Chor und Orchester op. 71, Libretto von Jaroslav Vrchlický (1885/86)
- Im Volkston op. 73, 4 Lieder für Singstimme und Klavier (1886)
- Messe D-Dur op. 86 für Soli, gem. Chor und Orgel (1887)
- Der 149. Psalm für gem. Chor und Orchester (1887)
- Vier Lieder op. 82 für Singstimme und Klavier, nach Texten von Otilie Malybrok-Stieler (1888)
- Liebeslieder op. 83 für Singstimme und Klavier, Text von Gustaf Pfleger-Moravský (1888)
- Requiem op. 89 für Soli, gem. Chor und Orchester (1890)
- Messe D-Dur op. 86, Orchesterfassung (1892)
- Te Deum op. 103 für Soli, gem. Chor und Orchester (1892)
- The American Flag op. 102 für Soli, gem. Chor und Orchester (1892/93)
- Biblische Lieder op. 99 für Singstimme und Klavier (1894)
- Biblische Lieder op. 99 für Singstimme und Orchester (1895)
- Festlied op. 113, zu Ehren des 70. Geburtstags von Dr. Josef Tragy, für gem. Chor und Orchester, Text von Jaroslav Vrchlický (1900)
- Die Heilige Ludmilla, Rezitative für szenische Aufführungen (1901)

## Datenträger
- Antonín Dvořák: Meisterwerke ● 40 Stunden MP3, DVD-ROM, Aretinus Gesellschaft für Musikarchivierung mbH, Berlin 2006, ISBN 3-939107-14-X.

## Ehrungen

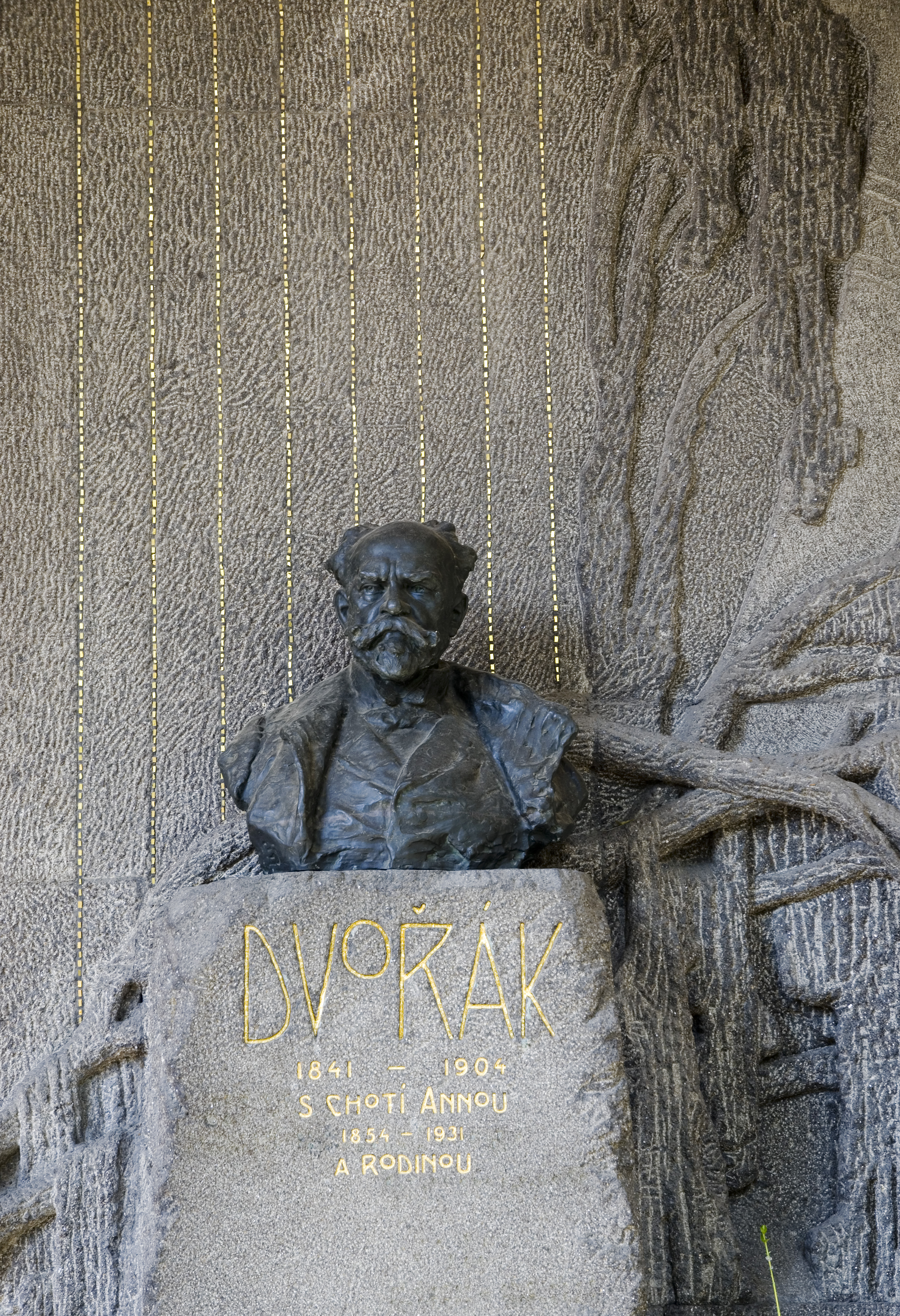
Dvořáks Grab auf dem Vyšehrader Friedhof mit der von Ladislav Šaloun geschaffenen Büste

- Dvořáks Ehrengrab auf dem Vyšehrader Friedhof im Jugendstil schuf der Bildhauer Ladislav Šaloun
- In Prag wurde der Platz vor dem Rudolfinum nach Dvořák benannt und eine Bronzeskulptur des Komponisten dort aufgestellt.
- In zahlreichen anderen tschechischen Städten ehrt man den Komponisten ebenfalls mit Denkmalen, natürlich in seinem Geburtsort,[16] aber auch in Karlsbad mit einem Park mit Denkmal[17] sowie auch in Kladno.
- Im Sommerpalais Michna an der Kateřinská in der Prager Neustadt befindet sich seit 1932 ein Dvořák-Museum, eine Außenstelle des Nationalmuseums. Weitere Dvořák gewidmete Ausstellungsräume befinden sich in seinem Geburtsort Nelahozeves, in Zlonice, im Schloss Sychrov sowie in Vysoká u Příbramě.
- 1966 wurde der Internationale Antonín-Dvořák-Gesangswettbewerb gegründet, der in Karlovy Vary ausgetragen wird und 2014 zum 49. Mal stattfand.
- Dvořák ist Namensgeber für den Dvořák Ice Rise, einen Eisdom vor der Küste der Alexander-I.-Insel in der Antarktis.
- Der Asteroid (2055) Dvořák wurde nach Dvořák benannt.

### Aufnahmen
- Symphonie Nr. 9 «Aus der neuen Welt» in e-moll op. 95 (Frühlingskonzert des Jugendsinfonieorchesters Crescendo vom 21. Mai 2007).

### Noten
- Noten und Audiodateien von Antonín Dvořák im International Music Score Library Project
- Gemeinfreie Noten von Antonín Dvořák in der Choral Public Domain Library – ChoralWiki (englisch)